# Остров (Ленінський міський округ)
О́стров (рос. Остров) — село у складі Ленінського міського округу Московської області, Росія.

## Населення
Населення — 463 особи (2010; 378 у 2002).
Національний склад (станом на 2002 рік):
- росіяни — 98 %